# 大元大一統志
《大元大一統志》，简称《大一统志》是中国元代官方修的地理總志。是古代中国最大的一部輿地書。

## 编辑过程
- 回回人札馬剌丁创议编辑官方地理總志，并与虞應龍合作领导组织撰修。从元世祖至元二十二年（1285年）开始；到至元三十一年（1294年）共经历9年完成初稿755卷。
- 而后因获得《雲南圖志》、《甘肅圖志》、《遼陽圖志》故而继续重修，由孛蘭盻、岳鉉等主持编辑，到元成宗大德七年（1303年）全書完成，共1300卷，600册。定名为《大元大一統志》。
- 成书后藏于秘府，一直到元順帝至正六年（1346年）方在杭州开始刻版，而后許有壬為此书写序。

## 内容
《大元大一統志》所记录的各路、州、縣内容多来自唐代《元和郡縣圖志》、宋代《太平寰宇記》、《輿地紀勝》等書。其中长江以南各行省多取材《輿地紀勝》和宋、元二代的其他地理誌；长江以北各行省则多取材於《元和郡縣圖志》、《太平寰宇記》和其他金、元地理志。
概书分成以下部分介绍各行省，建置沿革、坊郭鄉鎮、里至、山川、土產、風俗形勝、古蹟、宦跡、人物、仙釋。

## 流传过程
- 1285年《大元大一統志》开始修书。由扎马剌丁、虞應龍等主持编辑。
- 1294年完成初稿755卷。而后续修。由孛蘭盻、岳鉉等主持编辑。
- 1303年全書完成，共1300卷，600册。定名为《大元大一統志》。
- 1346年在杭州开始刻版，而后許有壬為此书写序。
- 明代的《文淵閣書目》记录有《大元一統志》兩部。一部182冊；另一部600冊，但未记录卷数。但历史学者依据后一部有600册，与全書刚完成时数目相同，认为明嘉靖年间《大元大一統志》全书尚存。
- 中华人民共和国时期残存的《大元大一統志》，包括《遼海叢書》、《玄覽堂叢書》所錄，仅44卷，不及原来卷数的5％。并且某些卷内不全甚至只存2－3页。这些残卷由北京圖書館及私人收藏家所收藏。

## 相关书籍
- 元文宗时代纂修的《經世大典》，其中的 “都邑”部分以 《大元大一統志》为据。
- 明代官修的地理誌《大明一統志》、《寰宇通誌》参考《大元大一統志》，其中有引用《大元大一統志》原文。
- 明代修的《永樂大典》，记录了大量《大元大一統志》的文字。后来《遼東志》、《滿洲源流考》、《熱河志》、《乾隆盛京通志》、《蒙古遊牧記》、《嘉慶四川通志》、《湖北通志》、《乾隆東昌府志》、《嘉慶延安府志》、《日下舊聞考》、《愚谷文存》都有引用《大元大一統志》的原文，但学者推测实际上是引自《永樂大典》的记录。
- 清代宣統三年聊城鄒氏石印本的《至正集》卷35中有元代許有壬的《大一統志序》。
- 近代学者金毓黻曾经蒐集整理，刊有《大元大一統志》殘本十五卷，輯本四卷。
- 学者趙萬里以《元史‧地理志》為綱，將《大元大一統志》的元刻殘帙，各家抄本與群書所引，彙輯為一書，分編十卷，编成《元一統志》。1966年北京中華書局有出版此书。